# Johann II. (Bretagne)

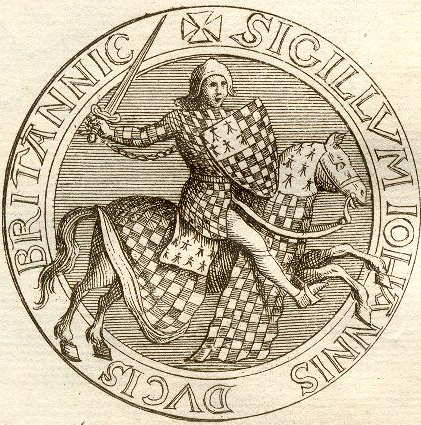
Johann II., Herzog von Bretagne

Johann II. (* 4. Januar 1239; † 14. November 1305 in Lyon) war ab 1286 Herzog von Bretagne und Earl of Richmond.
Er war der älteste Sohn des Herzogs Johann I. des Roten von Bretagne (Haus Dreux) und der Blanka von Champagne, Prinzessin von Navarra.

## Ehe und Nachkommen
1260 heiratete er Beatrice (* 1242; † 1275), die Tochter des Königs Heinrich III. von England. Mit ihr hatte er folgende Nachkommen. Beatrice starb bei der Geburt ihrer Tochter Eleonore.
- Arthur II. (* 1262; † 1312), Herzog von Bretagne
- Heinrich (* 1264; † 1284)
- Johann (* 1266; † 1334), Earl of Richmond
- Marie (* 1268; † 1339), Herrin von Elincourt ⚭ 1292 Guido III. von Châtillon, Graf von Saint-Pol
- Peter (* 1269; † 1312), Vizegraf von Leon
- Blanka (* 1270; † 1327), Herrin von Brie-Comte-Robert, ⚭ 1281 Philipp von Artois, Herr von Conches-en-Ouche (Haus Frankreich-Artois)
- Eleonore (Alice) (* 1275; † 1342), Äbtissin von Fontevrault

## Leben
Johann nahm 1270 am siebten Kreuzzug des französischen Königs Ludwig IX. der Heilige teil. Nachdem der König in Karthago gestorben war, schloss sich Johann seinem Schwager, dem englischen Kronprinzen Eduard Plantagenet an, mit dem er den Kreuzzug nach Palästina fortsetzte (siehe Kreuzzug des Prinzen Eduard). Von dort brachte er Karmeliten mit in seine Heimat und unterstützte diese bei der Gründung eines Klosters in Ploërmel. 1284 zog er mit König Philipp III. von Frankreich auf den aragonesischen Kreuzzug.
Beim Tod seines Vaters im Jahr 1286 erbte er von ihm das Herzogtum Bretagne und die Grafschaft Richmond. Zu Beginn seiner Herrschaft stand Johann zunächst im engen Einvernehmen mit England gegen König Philipp IV. von Frankreich. Nachdem sich die Spannungen zwischen Frankreich und England zuspitzten, wechselte er aber auf die Seite Frankreichs über, wofür er 1297 endgültig als Herzog von Bretagne anerkannt und unter die Pairs aufgenommen wurde. Zuvor wurde er formell nur als Graf behandelt. 1304 kämpfte er siegreich in der Schlacht von Mons-en-Pévèle gegen die Flamen, erlangte gegenüber der Krone mehr Souveränität und beschnitt die Privilegien des Klerus der Bretagne.
1305 führte der Herzog gemeinsam mit dem Grafen Karl von Valois bei den Feierlichkeiten zur Krönung von Papst Clemens V. in Lyon dessen Pferd durch die Menge. Die Zuschauermassen bekletterten marode Wände um das einmalige Spektakel besser sehen zu können. Eine der Wände brach und stürzte ein, genau auf den feierlichen Zug. Der Papst fiel vom Pferd, der Graf wurde schwer verletzt, der unglückliche Herzog Johann wurde von den Steinen erschlagen.
Seinem Sohn Arthur hinterließ er das Herzogtum Bretagne, sein Sohn Johann erhielt die Grafschaft Richmond.